# Roland Schindler-Hodel
Roland Schindler-Hodel (* 12. März 1953 als Roland Schindler; † 16. Februar 2017) war ein deutscher Kanusportler.

## Werdegang
Schindler-Hodel stammte aus Bayern. Er war seit 1966 Mitglied des Deutschen Touring-Kajak-Club München. Zusammen mit seinem Partner Dieter Pioch startete er in der Disziplin Zweier-Kanadier. Beide gehörten zu den Spitzenkanuten in der C II-Klasse. Sie gewannen in den Jahren 1973 bis 1977 fünfmal die Deutsche Meisterschaft im Zweier-Kanadier.
Diese Erfolge führten dazu, dass Pioch und Schindler ab 1973 auch bei internationalen Wettbewerben eingesetzt wurden. Bei ihrem ersten internationalen Einsatz bei den Weltmeisterschaften 1973 belegten sie in ihrer Disziplin den 4. Platz.
1975 wurden beide schließlich Weltmeister im Kanu-Zweier. Zwei Jahre später konnten beide bei den Kanu-Weltmeisterschaften 1977 diesen Erfolg wiederholen.
Bundespräsident Walter Scheel zeichnete Pioch und Schindler für den Gewinn der Weltmeisterschaft im Zweier-Kanadier 1975 mit dem Silbernen Lorbeerblatt aus.
Schindler-Hodel war verheiratet mit Marie-Therese Schindler-Hodel. Das Paar hat drei Söhne: Severin, Dominik und Kilian. Schindler-Hodel lebte nach seinem Karriereende in Sankt Erhard in der Schweiz, wo der promovierte Zahnarzt eine Praxis betrieb. Er verstarb unerwartet an den Folgen eines Herzinfarktes.